# Кюи, Александр Антонович
Алекса́ндр Анто́нович Кюи (1824—1909) — архитектор, академик Императорской Академии художеств, действительный статский советник. Брат композитора Ц. А. Кюи.

## Биография
Родился в Вильно. Его отец, Антон Леонардович Кюи, выходец из Франции, служил в наполеоновской армии. Раненный в 1812 году под Смоленском, попал в плен и навсегда остался в России. Мать — Юлия Гуцевич.
Вольноприходящий учащийся Императорской Академии художеств (1841—1853) — ученик К. А. Тона. С 1848 года под руководством профессора Н. Е. Ефимова участвовал в строительстве Нового Эрмитажа, зданий Министерства государственных имуществ, в перестройке здания Петербургской думы. В 1853 году получил звание некласного художника, в 1859 году признан академиком.
С 1854 года работал в Воронеже. Архитектор Воронежского Михайловского кадетского корпуса (1854—1885), городской архитектор (с 1859), губернский архитектор (1870—1906). Вёл строительство офицерских флигелей и солдатских казармы на улице Грузовой, руководил работой по сооружению в Воронеже памятника Петру I (1857—1860).
С 1868 года архитектор по прокладке водопровода в Воронеже и проектировал все наземные сооружения. Один из авторов памятника А. В. Кольцову (1868): выполнил общий рисунок бюста, исполненного затем А. Трискорни, руководил установкой памятника и планировал сквер. Занимался перестройкой и расширением Благовещенского собора в Митрофановском монастыре (1868—1875); по его проекту достроено в длину до современных размеров здание Воронежской духовной семинарии (проспект Революции, 29 1872—1873), надстроил второй этаж Александринского детского приюта (улица Карла Маркса, 45 1878—1879).
Автор проектов строительства ряда церквей, в том числе Варваринской в одноимённом женском монастыре близ села Сомовка Нижнедевицкого уезда (1864—1866), Архангельской в селе Голышевка Коротоякского уезда (1871—1873), собора Марии-Магдалининского женского монастыря в Орловской губернии (1884), собора в Николо-Тихвинском монастыре близ станицы Волоконовка Бирючского уезда (1899—1904).
Наиболее крупной постройкой Кюи был Владимирский собор в Воронеже.
В течение 30 лет Кюи был директором Александринского детского приюта, избирался вице-директором Воронежского отделения Императорского русского музыкального общества, гласным городской думы (1893—1901).
Прослужил в должности Воронежского губернского архитектора 36 лет (1870—1906); с 1 января 1892 года — действительный статский советник; награждён орденами: Св. Станислава 2-й ст. (1873), Св. Анны 2-й ст. (1880), Св. Владимира 3-й ст. (1889). Избирался вице-директором Воронежского отделения Русского музыкального общества, гласным городской думы (1893—1901).
Умер в Воронеже 9 марта 1909 года[по какому календарю?]. Похоронен на немецком/чугуевском кладбище.